# Људи и нељуди (ТВ филм)
„Људи и нељуди” је југословенски ТВ филм из 1963. године. Режирао га је Марио Фанели који је, по делу Елиа Виторинија написао и сценарио.

## Улоге
| Глумац          | Улога |
| --------------- | ----- |
| Виктор Бек      |       |
| Борис Бузанчић  |       |
| Јован Личина    |       |
| Драго Митровић  |       |
| Хермина Пипинић |       |
| Иван Шубић      |       |
| Мирко Војковић  |       |